# Hoàng Duy Hùng
Hoàng Duy Hùng (tên tiếng Anh: Aloysius Hoang, gọi tắt là Al) sinh năm 1962, là một luật sư người Mĩ gốc Việt; ông đắc cử nghị viên hội đồng thành phố Houston, thuộc bang Texas trong cuộc bầu cử ngày 12 tháng 12 năm 2009. Từng là một người chống cộng, Hoàng Duy Hùng đã từng bước thay đổi lập trường, trở thành một người ủng hộ Nhà nước Cộng hòa xã hội chủ nghĩa Việt Nam và chính sách hòa giải và hòa hợp dân tộc của Đảng Cộng sản Việt Nam.

## Tiểu sử
Hoàng Duy Hùng, tên thánh là "Louis Gonzaga", sinh năm 1962 tại Phan Rang, Ninh Thuận, Việt Nam Cộng hòa. Ông sinh ra trong một gia đình Công giáo có tổng cộng mười người con. Cha ông – một sĩ quan trong Quân lực Việt Nam Cộng hòa – vốn là người Nghệ An còn mẹ ông là người Quảng Bình song cả hai người đã di cư vào Nam năm 1954. Vào năm 1975, khi Sài Gòn thất thủ, ông theo gia đình sang tị nạn ở Hoa Kỳ khi mới 13 tuổi.
Ban đầu khi mới sang Hoa Kỳ, dưới sự giúp đỡ của một nhà thờ Công giáo, gia đình ông đã đến định cư tại thành phố Reading, bang Pennsylvania. Sau này, ông chuyển tới sinh sống tại Carthage ở Missouri theo học trường dòng, còn cha của ông đến Houston ở Texas để lập nghiệp. Sang đến năm 1983, ông cũng đã chuyển đến Houston để theo học chuyên ngành Triết học tại trường Đại học Houston. Sau khi vào đại học, ông tiếp xúc với nhiều tổ chức, đảng phái của người Việt ở hải ngoại và bắt đầu hoạt động đấu tranh chống cộng. Ông đã tốt nghiệp đại học vào năm 1989. Vào năm 1996, ông đã nhận bằng Tiến sĩ Luật tại Thurgood Marshall School of Law thuộc Đại học Nam Texas và bắt đầu hoạt động trong ngành luật một năm sau đó.

## Hoạt động chính trị

### Tại Hoa Kỳ
Sau khi sang lại Hoa Kỳ ông hoạt động trong cộng đồng người Việt và được bầu làm Chủ tịch Ông Hùng đắc cử Chủ tịch Cộng đồng người Việt Quốc gia Houston và vùng Phụ cận vào năm 2007. Năm 2003, Hoàng Duy Hùng ra tranh cử nghị viên hội đồng thành phố Houston nhưng thất bại, chỉ đạt được 7,7% số phiếu. Năm 2008 thì tranh cử trong cuộc bầu cử sơ bộ của đảng Cộng hòa Hoa Kỳ để làm thẩm phán bang khu vực 190 nhưng cũng thất cử. Đến năm 2009, Hoàng Duy Hùng trong cuộc bầu cử để giành lấy một trong 14 ghế nghị viên hội đồng thành phố ông mới thành công, lần này đánh bại đối thủ với 53% số phiếu trong khu vực F của Houston; khu vực này có 350.000 dân và trong đó cử tri gốc Việt chiếm khoảng 10%. Vì Houston là thành phố hơn hai triệu dân, lớn thứ tư trên nước Hoa Kỳ, nên đây là một vị trí chính trị quan trọng. Hoàng Duy Hùng cũng là tác giả của khoảng mười cuốn sách về các vấn đề Việt Nam.
Năm 2013 Hoàng Duy Hùng, nghị viên của thành phố Houston đã thua cuộc ngay trong vòng đầu một nhân vật trẻ tuổi hơn trong cộng đồng, ông Richard Nguyễn, với vốn liếng chính trị khiêm tốn, trong cuộc tái bầu cử nghị viện. Nguyên nhân được nêu ra là Hoàng Duy Hùng đã coi thường đối thủ, và mất đi sự tin cậy của cộng đồng người Việt khi ông thoả hiệp với phía Chính phủ Việt Nam.
Trong cuộc bầu cử dân biểu bang Texas, địa hạt 149 vào tháng 11 năm 2014, luật sư Hoàng Duy Hùng (đảng Cộng hòa) lại thua dân biểu Hubert Võ (đảng Dân chủ) với tỷ số 45%-55% số phiếu.

### Về Việt Nam

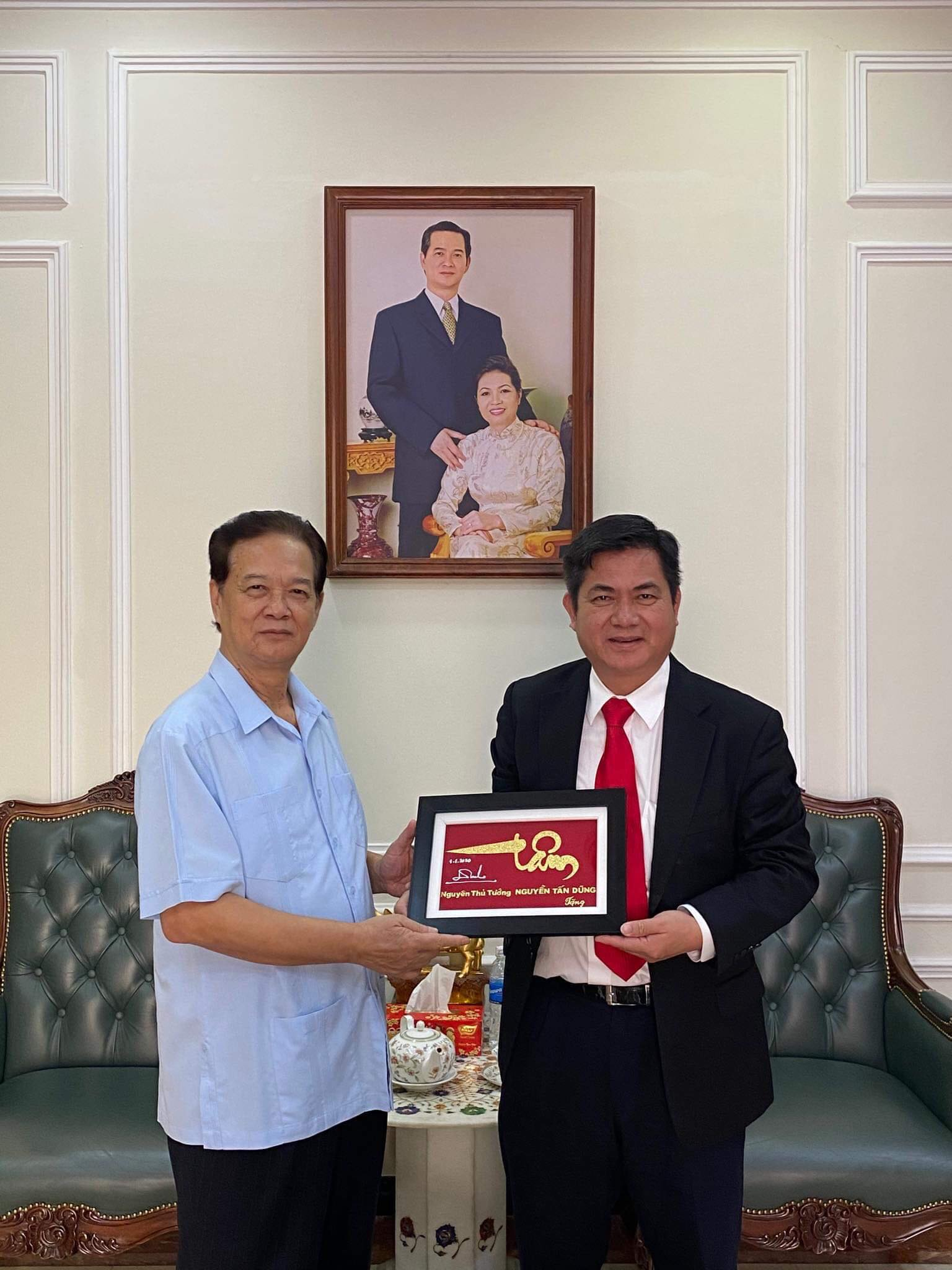
Hoàng Duy Hùng thăm nguyên thủ tướng Nguyễn Tấn Dũng tại tư dinh

Trưởng thành ở Hoa Kỳ, Hoàng Duy Hùng trở về Việt Nam 3 lần. Lần thứ 3 vào ngày 9 tháng 3 năm 1992, vì từng sinh hoạt với đảng Đại Việt (tham dự ngày 15.1.1986), Hoàng Duy Hùng bị nhà chức trách Việt Nam bắt giam 15 tháng. với tội vận động chính trị bên ngoài phạm vi của Đảng Cộng sản Việt Nam. Ông được thả vào tháng 7 năm 1993. Năm 2001, lần thứ hai Hoàng Duy Hùng về Việt Nam dự tính tổ chức đánh bom ở Thành phố Hồ Chí Minh và Cần Thơ nhưng sau cùng ông đã quyết định từ bỏ kế hoạch này, cho rằng "bạo lực không giải quyết được vấn đề mà chỉ gây thêm phiền hà". Khi quay trở về Hoa Kỳ, Hoàng Duy Hùng gặp các nhân viên tình báo Hoa Kỳ ở sân bay Los Angeles và phía Hoa Kỳ đã yêu cầu ông ngưng các kế hoạch tấn công khủng bố vì Hoa Kỳ và Việt Nam đã bình thường hóa quan hệ ngoại giao.
Sau khi từ bỏ âm mưu đánh bom năm 2001, Hoàng Duy Hùng thay đổi lập trường. Ông chuyển sang đối thoại với Nhà nước Cộng hòa Xã hội chủ nghĩa Việt Nam và chủ trương hòa giải, hòa hợp dân tộc Việt Nam. Ông cùng với Thị trưởng Houston thu xếp cuộc nói chuyện với Thứ trưởng Bộ Ngoại giao Việt Nam Nguyễn Thanh Sơn cũng như buổi đối thoại giữa thứ trưởng Nguyễn Thanh Sơn với cộng đồng người Việt tại Hoa Kỳ. Tháng 3 năm 2013, Hoàng Duy Hùng là một thành viên trong đoàn nghị viên Hội đồng thành phố Houston đến thăm Việt Nam theo lời mời của Thứ trưởng Nguyễn Thanh Sơn.
| “                 | Tôi ngẫm quan hệ cộng đồng cũng giống như cuộc sống gia đình. Hai vợ chồng dù có hợp nhau đến mấy cũng chỉ đồng thuận được 90 điểm, còn 10 điểm còn lại là phải tìm cách để hòa hợp. Quan điểm của tôi với Nhà nước Việt Nam có thể ban đầu chỉ giống nhau có 3 điểm, 97 điểm còn lại là chưa đồng thuận. Nhưng chúng ta hãy làm việc trên 3 điểm giống nhau, còn 97 điểm kia sẽ giải quyết dần bằng cách đối thoại. Mà đã mở cửa đối thoại thì phải chấp nhận sự dị biệt. | ” |
| — Hoàng Duy Hùng, | |   |

Năm 2019, Hoàng Duy Hùng về Việt Nam được gặp mặt các cựu lãnh đạo trong nước như Nguyễn Minh Triết, Trương Tấn Sang, Nguyễn Tấn Dũng.
Ngày 30 tháng 4 năm 2020, Hoàng Duy Hùng tuyên bố chính thức từ bỏ con đường chống cộng để "quay về với Tổ quốc". Chia sẻ với phóng viên báo Dân Việt, Hoàng Duy Hùng khẳng định rằng ông đã suy nghĩ kĩ về quyết định của mình, "bởi đất nước đã thay đổi, quan hệ Việt Nam – Hoa Kỳ đã thay đổi". Tuy nhận được nhiều sự ủng hộ từ trong nước song quyết định này của ông vướng phải sự phản đối kịch liệt từ một bộ phận người Việt ở hải ngoại. Hoàng Duy Hùng ủng hộ đường lối, chính sách của Nhà nước Cộng hòa xã hội chủ nghĩa Việt Nam do Đảng Cộng sản Việt Nam lãnh đạo, đồng thời ủng hộ sự ổn định chính trị được thiết lập bởi chế độ đơn đảng. Chia sẻ với phóng viên Đài Tiếng nói Việt Nam, ông khẳng định rằng "Việt Nam đang đi đúng con đường đã chọn".

## Gia đình
Hoàng Duy Hùng có vợ tên là Bích Hằng, cưới 1994 đã ly dị 2020, và 3 người con, 2 gái một trai.,
Về Việt Nam ông Hùng có mua một căn hộ ở phường Phú Hữu, TP. Thủ Đức. Tháng 8 năm 2022, ông lấy vợ, cô Lê Thị Kim Ngân.